# Mostyn
Mostyn is een historisch merk van motorfietsen.
Mostyn Cycle Works, Melbourne, later Wagga Wagga. 
De Australiër William Mostyn Tanner bouwde in zijn periode in Melbourne geen motorfietsen, maar verkocht Healing viercilinders onder deze merknaam. Later, na zijn verhuizing naar Wagga Wagga ontwikkelde hij een frame met bladvering. Voor de promotie van dit frame ging hij in 1928 naar Engeland. De machine - een omgebouwde Humber - werd er door de motorpers getest, maar de industrie was niet geïnteresseerd zodat Tanner gedesillusioneerd terugkeerde naar Australië.